# Tomás Miró Rubini
Tomás Miró Rubini (Penonomé, provincia de Panama, Virreinato de Nueva Granada, 21 de diciembre de 1800 - Lima, Perú, 14 de abril de 1881) fue un poeta colombiano, autor de la Oda el 18 de noviembre de 1840.
Se lo considera dentro de la primera generación de románticos hispanoamericanos.
Estuvo vinculado a los círculos y medios de prensa que propugnaban la independencia de Panamá de Colombia. Su Oda al 18 de noviembre de 1840 es una afirmación de la nacionalidad panameña. En 1846 se radicó con su familia en Lima, donde falleció en 1881.